# Landsfodboldturneringen 1925-26
Landsfodboldturneringen 1925-26 var den 13. sæson om Danmarksmesterskabet i fodbold for herrer organiseret af DBU. Turneringen blev for tredje gang vundet af B 1903.
Ligesom i sæsonen 1923-24, da B 1903 senest vandt Landsfodboldturneringen, måtte holdet gennem tre finalekampe, før de kunne erklæres vindere. I den sidste finalekamp blev der sat tilskuerrekord for en finale i Landsfodboldturneringen med 12.000 tilskuere. I den tredje og sidste finalekamp scorede Ernst Nilsson hele seks mål i 7-2 sejren over B 1901. Det var femte gang, at B 1901 spillede sig frem til finalen uden at vinde.

## Baggrund
I finalen i Landsfodboldturneringen mødtes vinderen af den københavnske Mesterskabsrækken under Københavns Boldspil Union (KBU) og vinderen af Provinsmesterskabsturneringen.

## Provinsmesterskabsturneringen

### 1. runde
| 16. maj 1926 |

| Skovshoved IF | 2 - 1 (e.f.s.) | Viking Rønne |
| ------------- | -------------- | ------------ |
|               | Ord.: 1-1      |              |

| Skovshoved |

### 2. runde
| 30. maj 1926 |

| B 1901 | 5 - 0 | Skovshoved IF |
| ------ | ----- | ------------- |
|        |       |               |

| Nykøbing Falster Stadion, Nykøbing Falster |

| 30. maj 1926 |

| Horsens fS                                             | 3 - 1   | Svendborg fB |
| ------------------------------------------------------ | ------- | ------------ |
| Viggo Sørensen 10', 75' · Niels Christian Sørensen ??' | (1 - 1) | ?? 38' ·     |

| Vejle Tilskuere: 3.000 Dommer: Sophus Hansen, København |

### Finale
B 1901-anriberen Holger Brodthagen score seks mål i finalen, heraf fem i løbet af anden halvlegs første 15 minutter. 
| 6. juni 1926 13.30 |

| B 1901            | 7 - 3    | Horsens fS                             |
| ----------------- | -------- | -------------------------------------- |
| Holger Brodthagen | ( 2 - 1) | Viggo Sørensen · Svend Aage Jacobsen · |

| B 1909s bane, Odense Dommer: Wilhelm Jørgensen, København |

## Mesterskabsrækken (København)
| Pos | Hold   | K  | V | U | T | M+ | M- | MF  | P  | Kvalifikation                          |
| --- | ------ | -- | - | - | - | -- | -- | --- | -- | -------------------------------------- |
| 1   | B 1903 | 10 | 6 | 3 | 1 | 33 | 13 | +20 | 15 | Kvalificeret til finalen               |
| 2   | B 93   | 10 | 6 | 1 | 3 | 38 | 17 | +21 | 13 |                                        |
| 3   | Frem   | 10 | 6 | 0 | 4 | 36 | 36 | 0   | 12 |                                        |
| 4   | AB     | 10 | 4 | 1 | 5 | 25 | 33 | −8  | 9  |                                        |
| 5   | KB     | 10 | 4 | 0 | 6 | 27 | 33 | −6  | 8  |                                        |
| 6   | KFUM   | 10 | 1 | 1 | 8 | 15 | 42 | −27 | 3  | Kvalifikation til Mesterskabsrækken[A] |

1. ^ Kvalifikation til Mesterskabsrækken: KFUM - Fremad Amager 1-2, 3-3

## Finale
Der var ikke forlænget spilletid i de to første finalekampe. I den tredje finalekampe skulle der være 2 x 15 minutters forlængelse, og hvis denne sluttede uafgjort ville der ikke blive kåret nogen mester.

### Finale
| 27. juni 1926 13.30 |

| B 1903                                                           | 4 - 4   | B 1901                                                     |
| ---------------------------------------------------------------- | ------- | ---------------------------------------------------------- |
| Henry Hansen 5' · Viggo Jørgensen 55', 60' · Karl Wilhelmsen 68' | (1 - 2) | Holger Brodthagen 17', 78' · Svend Aage Eriksen 42', 51' · |

| Idrætsparken, København Tilskuere: 7.000 Dommer: Hugo Ohlsson, Sverige |

### Finale, 1. omkamp
| 4. juli 1926 13.30 |

| B 1901                                                 | 3 - 3   | B 1903                                           |
| ------------------------------------------------------ | ------- | ------------------------------------------------ |
| Holger Brodthagen 7' · Poul Erik Boesen 75 strf.', 79' | (1 - 2) | Karl Vilhelmsen 11', 78' · Viggo Jørgensen 33' · |

| Nykøbing Falster Stadion, Nykøbing Falster Tilskuere: 3.000 Dommer: Hugo Ohlsson, Sverige |

### Finale, 2. omkamp
| 15. juli 1926 |

| B 1903                                                           | 7 - 2   | B 1901                                                 |
| ---------------------------------------------------------------- | ------- | ------------------------------------------------------ |
| Ernst Nilsson 20', 30', 35', 47', 75', 78' · Karl Wilhelmsen 83' | (3 - 1) | Poul Erik Boesen 12', strf. · Svend Aage Eriksen 60' · |

| Idrætsparken, København Tilskuere: 12.000 Dommer: Otto Ohlsson, Sverige |